# Theridion aragua
Theridion aragua là một loài nhện trong họ Theridiidae.
Loài này thuộc chi Theridion. Theridion aragua được Herbert Walter Levi miêu tả năm 1963.